# Michaelskirche (Wangen)

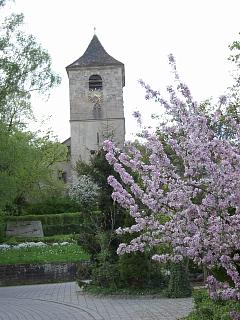
Die Michaelskirche in Wangen

Die evangelische Michaelskirche Wangen ist eine der ältesten Kirchen in Stuttgart und ist dem Erzengel Michael geweiht.

## Geschichte
Erbaut um 1250 als eine kleine Wehrkirche in Wangen, wurde die Kirche 1275 erstmals urkundlich erwähnt. Sie zeigt den Übergang von der romanischen zur frühgotischen Bauweise und steht vielleicht an der Stelle eines alten Holzbaus oder gar einer schon vorchristlichen Kultstätte.
Einen ersten protestantischen Pfarrer gab es 1534, eine kontinuierlich besetzte Pfarrstelle aber erst ab 1558. In den anschließenden Jahrzehnten kam es auch zu verschiedenen kleineren Baumaßnahmen. In der Barockzeit erfolgten Renovierungen in den Jahren 1721 und 1764. Obwohl die Gemeinde im 19. Jahrhundert stark wuchs, entschied man sich gegen einen Neu- oder Erweiterungsbau, der allerdings diskutiert wurde. Stattdessen kam es 1903 zu einer durchgreifenden Renovierung nach Plänen des Stuttgarter „Bureau für Architektur und Kunstgewerbe“ der Architekten Richard Böcklen und Carl Feil.

## Ausstattung

### Außenausstattung
Während das Schiff durch verschiedene Umbauten erhöht und um den südlichen Anbau erweitert worden ist, hat der Turm seine ursprüngliche Form bewahrt, abgesehen von dem oberen Stockwerk, welches erst nach dem Dreißigjährigen Krieg (17. Jahrhundert) aufgesetzt wurde.
Die Schießscharten des ersten Stocks zeugen noch von seiner Bestimmung als Zuflucht bei Angriffen.
Im zweiten Stockwerk tragen die Fensteröffnungen außen frühgotisches Maßwerk, während an der östlichen Seite noch eine Säule ganz im romanischen Stil erhalten ist.
Rings um die Kirche lag der alte Kirchhof, der zugleich als Friedhof diente, beschirmt von der noch erhaltenen Wehrmauer. Auf dieser führten an der Bergseite Aufgänge.
Als ursprünglich einziger Zugang von oben her diente das enge Rohracker Törle, bestimmt für die bis 1447 hierher eingepfarrten Bewohner von Rohracker bis Sillenbuch.

### Innenausstattung
Das Innere verdankt sein jetziges Aussehen ganz der Erneuerung von 1903, alt ist hier nur der spätgotische Taufstein von 1497, ein Werk des Steinmetzen Stefan Waid, der an der Esslinger Frauenkirche und an der St.-Ulrichkirche arbeitete.
Beachtenswert ist auch das stark nachgedunkelte Auferstehungsbild von 1721.
Im Chor sind von dem ursprünglich niedrigen Gewölbe nur die beiden Konsolen mit romantischen Palmetten erhalten, welche die Rippen tragen.
Die Wand- und Holzmalereien wurden 1999 renoviert.

## Die Turmfigur

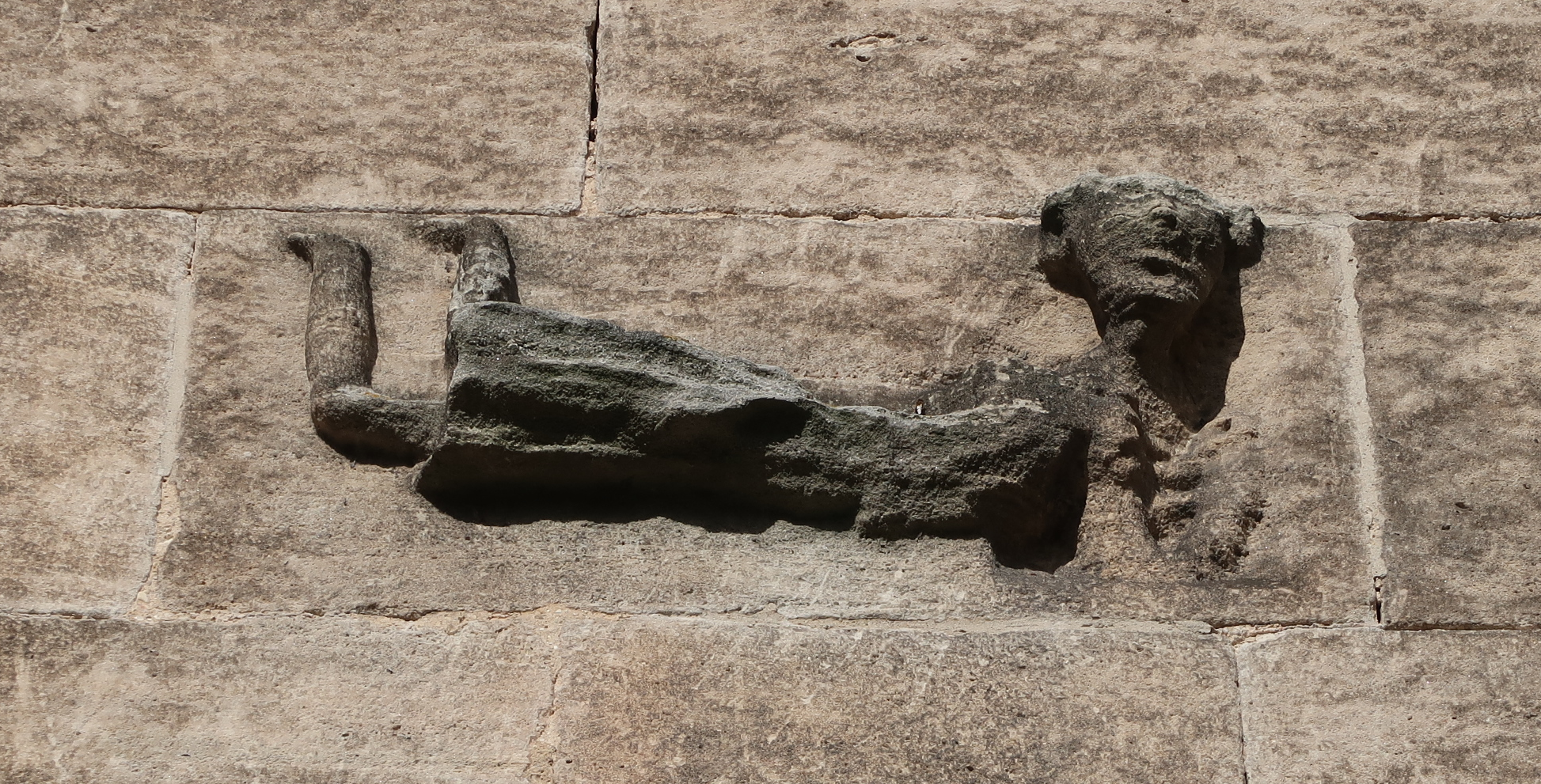
Die Turmfigur an der Michaelskirche Stuttgart-Wangen

In halber Höhe des Turms ist außen eine kunstlose, jetzt stark verwitterte Figur ausgehauen, wohl kaum einen beim Bau abstürzenden Handwerker darstellend, sondern den Erzengel Michael, der über den Toten schwebt, den Blick nach Osten gerichtet.

## Inschrift

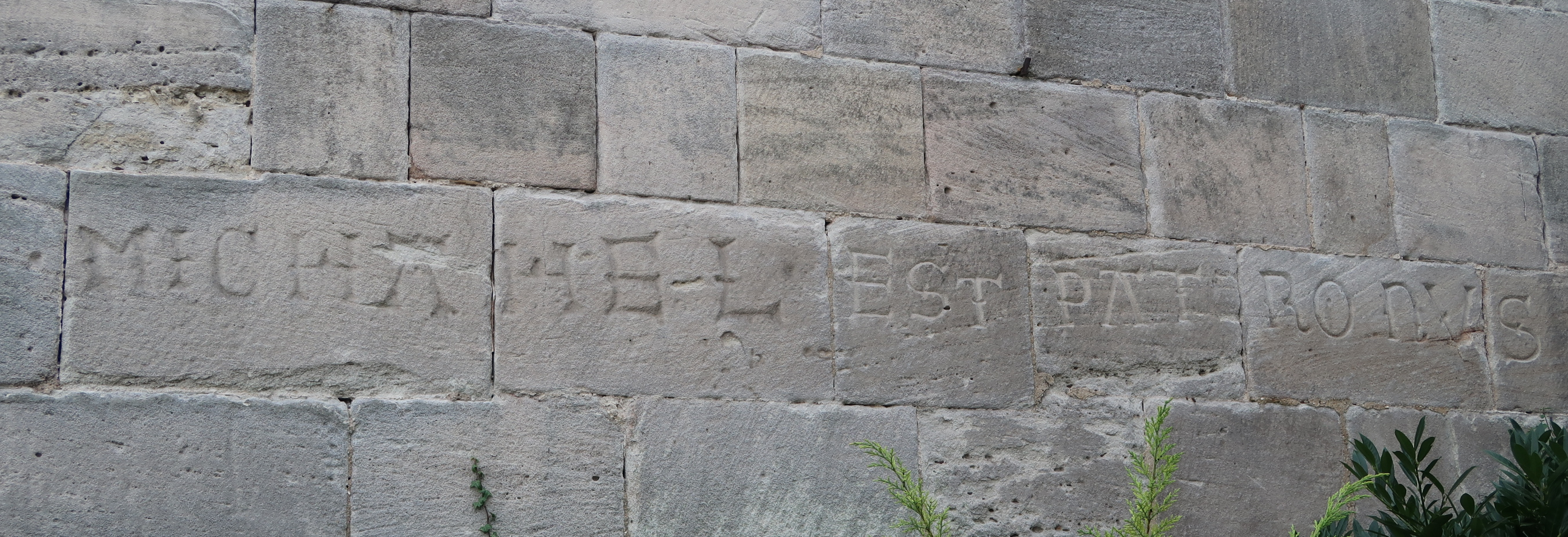
Inschrift am Turm der Michaelskirche

MICHAHEL EST PATRONUS. In Großbuchstaben ist diese Inschrift auf der Nordseite des Turms zu lesen. Die Schriftart entspricht in weiten Teilen der sogenannten frühhumanistischen Kapitalis. Das spricht für eine Datierung der Inschrift ins letzte Viertel des 15. Jahrhunderts.